# Electric Ladyland
Electric Ladyland је трећи и последњи студијски албум енглеско-америчкиог рок бенд Џими Хендрикс експиријенс, објављен у октобру 1968, издавач је био Reprise. Дупли албум је био једино издање бенда у продукцији Џими Хендрикс. До средине новембра, уписао се на број један, на многим листама, у Сједињеним Америчким Државама, где је провео две недеље на првом месту. Electric Ladyland је било Експиријенсово најкомерцијаније издање и њихов једини албум број један. Он је достигао врхунац на шестом месту у Великој Британији, где је провео 12 недеља на листи.
Electric Ladyland је имао и обраду Боб Диланове песме All Along the Watchtower, која је постала Експиријенсов најпродаванији сингл и њихов једини Топ 40 хит у САД, био је на 20 месту; сингл је достигао пето место у Великој Британији. Иако је албум поделио критичаре у 1968, од тада се сматра као најбољи рад Хендрикса и један од највећих рок албума свих времена. Electric Ladyland је био на многим листама најбољих албума, укључујући листу Q часописа "100 најбољих албума" из 2003. и као и Ролинг Стоунове листе "500 најбољих албума свих времена", на којој је на 54. месту

## Песме
Аутор(и) свих текстова и песама: Џими Хендрикс, осим ако није другачије назначено. 
| №  | Назив | Трајање |  |
| 1. |       | 1:21    |  |
| 2. |       | 2:11    |  |
| 3. |       | 2:25    |  |
| 4. |       | 15:00   |  |

| №  | Назив         | Трајање |  |
| 5. | (Ноел Рединг) | 2:52    |  |
| 6. |               | 3:27    |  |
| 7. | (Ерл Кинг)    | 4:09    |  |
| 8. |               | 3:43    |  |
| 9. |               | 3:39    |  |

| №   | Назив | Трајање |  |
| 10. |       | 3:42    |  |
| 11. |       | 13:39   |  |
| 12. |       | 1:02    |  |

| №   | Назив       | Трајање |  |
| 13. |             | 4:25    |  |
| 14. |             | 4:33    |  |
| 15. | (Боб Дилан) | 4:01    |  |
| 16. |             | 5:12    |  |

## Листе
| Листа (1968)           | Најбоља позиција |
| ---------------------- | ---------------- |
| Америчка листа албума  | 1                |
| Британска листа албума | 6                |